# Agalliopsis flagellata
Agalliopsis flagellata är en insektsart som beskrevs av Nielson och Carolina Godoy 1995. Agalliopsis flagellata ingår i släktet Agalliopsis och familjen dvärgstritar. Inga underarter finns listade i Catalogue of Life.